# Katarina Gustavsdotter (Stenbock)

Vapen för den yngre Stenbocksätten

Katarina Gustavsdotter (Stenbock), född 22 juli 1535 på Torpa stenhus utanför Borås i nuvarande Tranemo kommun, död 13 december 1621 på Strömsholm, var drottning av Sverige 1552–1560 som gift med Gustav Vasa i hans tredje äktenskap.

## Biografi

### Uppväxt och före giftermålet

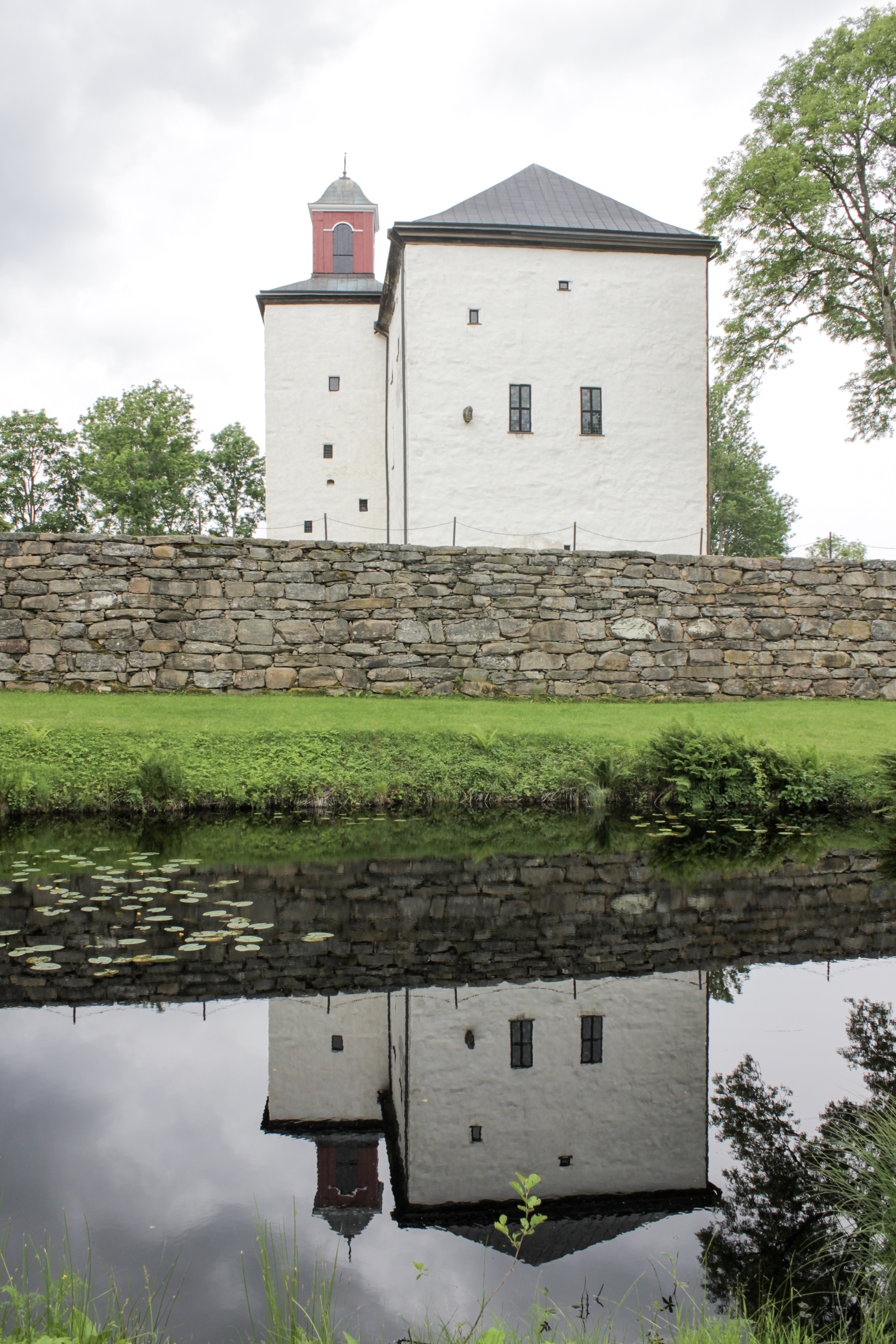
Torpa stenhus.

Katarina var dotter till riksrådet Gustav Olofsson (Stenbock) och Brita Eriksdotter (Leijonhufvud) samt systerdotter till Gustav Vasas andra drottning, Margareta Eriksdotter (Leijonhufvud); hon var därmed också kusin till kungens åtta barn med Margareta. Hennes föräldrar, liksom Margaretas övriga släktingar, kallades för "Kungafränderna" och intog en framträdande plats vid det svenska hovet under Margaretas tid som drottning, och kungen närvarade ofta vid deras familjehögtider, såsom vid bröllop i släkten, liksom de närvarade vid hans. Katarinas föräldrar räknades som personliga vänner till Gustav Vasa: hennes far gjorde karriär som riksråd på grund av sin lojalitet mot kungen, och monarken ska ha haft "alltid mycket förtroende" för hennes mor: "Till hennes [Margaretas] syster Birgitta... hade han alltid mycket förtroende".  
Inte mycket är känt om Katarinas liv före giftermålet. Den normala uppfostran för en adlig svensk kvinna under denna tid var att lära sig att läsa och skriva genom att studera moraliska religiösa skrifter, som uppfostrade en dotter till att bli en hustru kapabel att sköta ett stort godshushåll åt en äkta make och agera som hans representant i hans frånvaro, vilket innebar att hon också fick lära sig räkning, godsskötsel och ekonomi. Det är möjligt att hon tillbringade en tid vid hovet som hovjungfru, även om det inte finns någon uppgift om det, eller att hon i varje fall träffade kungen vid familjehögtider. Katarina var omkring 155 cm lång, hade mellanblont hår och blå ögon och beskrivs som vacker. Enligt traditionen var Katarina inofficiellt förlovad med Gustav Johansson (Tre Rosor) före sitt äktenskap, en förlovning som bröts för kungens skull. Efter giftermålet ska hon en gång ha ertappats av kungen med att tala i sömnen: "Konung Gustaf håller jag mycket kär; men Rosen förgäter jag aldrig." 
När drottning Margareta avled i augusti 1551, bad kungen först Kristina Gyllenstierna att ta över ansvaret för kungabarnen, men när hon av ålderdomsskäl inte längre kunde göra det, ombads Katarinas mor "Fru Birgitte" att tillsammans med mostern Märta att ta över ansvaret vid juletid 1551. Det ansågs självklart att kungen skulle gifta om sig: enligt normen förväntades en adlig änkling med minderåriga barn att göra det, och kungen uppgav själv att han behövde en drottning till sitt hov och en mor till sina barn. I mars 1552 kallades hennes mor samt hennes moster Märta och dennas make och Per Brahe till familjeråd hos kungen i Västerås, och det är troligt att det var vid detta tillfälle kungen föreslog hennes familj ett äktenskap mellan honom och Katarina. Äktenskapsförhandlingarna tros ha förts med modern. Släkten Stenbock välkomnade förslaget, som säkerställde att det inflytande vid hovet familjen hade fått genom Margaretas äktenskap skulle säkras genom Katarina.  
Prästerskapet, representerat främst av ärkebiskopen och biskoparna av Strängnäs och Västerås, motsatte sig giftermålet då det på grund av den nära släktskapen mellan Margareta och Katarina ej skulle vara förenligt med Bibelns bud enligt Tredje Mosebok 18:e kapitel: även om det inte sades att det var förbjudet att gifta sig med en hustrus systerdotter, förbjöds äktenskap med en farbrors änka och liknande, vilket togs som en hänvisning till förbud mot äktenskap med en avliden makas släktingar. Gustav Vasa genomdrev dock sin vilja med motiveringen att Gamla testamentet endast gällde judar. Han tillsatte en utredning ledd av Georg Norman som påpekade att bibeln tillät äktenskap med en avliden hustrurs syster, varför en avliden hustrus systerdotter borde vara tillåtet. Kungen kallade till ett officiellt möte med biskoparna i Linköping i juli, där de lämnade in officiella protester mot äktenskapet. Kungen fick sedan riksråden att styrka äktenskapet och bekräfta kungens rätt att gifta sig oavsett kyrkans åsikt, något biskoparna då lovade att respektera.
Vid detta tillfälle motiverades äktenskapet med Katarina med att kungen behövde gifta om sig för att få en drottning och en mor åt sina barn. Eftersom storpolitiken gjorde det svårt, tidsödande och dyrt att inleda långdragna förhandlingar om ett äktenskap med en utländsk prinsessa, hade det i stället ansetts bäst att välja en brud ur den inhemska högadeln. Att det blev just Katarina handlade, enligt den officiella motiveringen, inte om något personligt tycke. Vid denna tidpunkt fanns det heller inte så många kandidater i rätt ålder i den svenska högadeln, och Katarinas familj och föräldrar var högt ansedda av kungen. Våren 1552 besökte kungen godset Torpa för att framföra sitt frieri till Katarina personligen. Enligt traditionen ska hon då ha försökt gömma sig bakom en buske i trädgården.

### Drottning

Katarinas vapen som drottning

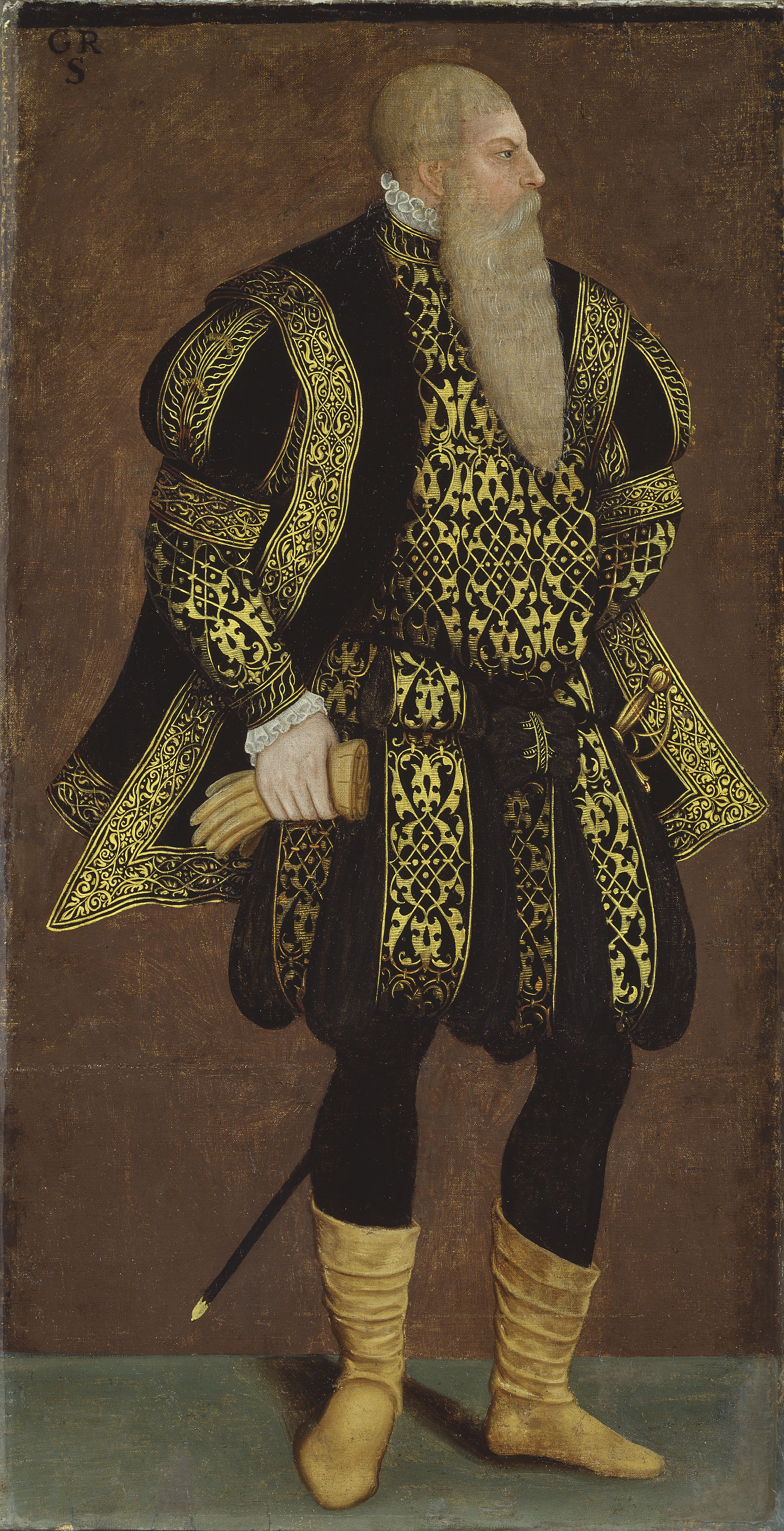
Gustav Vasa

Vigseln ägde rum den 22 augusti 1552 i Vadstena klosterkyrka. Kungahovet övernattade då i det dåvarande Kungshuset, en träbyggnad som användas i väntan på att slottet där skulle byggas klart. Katarina bar vid bröllopet en rosa sidenklänning med överklänning i silvertyg kantad med karmosinröd sammet och en pärlstickad hätta. Hon ledsagades till kyrkan, liksom sin moster och föregångare brukade göra vid offentliga processioner, av sina manliga släktingar, med de två äldsta prinsarna framför och prinsessorna efter sig klädda i rödgyllene sammet. Bröllopet firades sedan med fackeldans i Kungshuset. Dagen därpå kröntes Katarina till drottning i rosa sidenklänning med en överklänning av rött guldtyg och med kungens krona och spira.   
Det finns inte så mycket information om Katarina Stenbocks tid som drottning, som tycks ha varit stillsam, eller om hennes relation till sin make eller sina styvbarn under makens livstid. Hennes relation till styvbarnen var dock bekräftat god efter makens död, med undantag av den till Karl. Om Katarina Stenbock som drottning sägs att hon "stilla och värdigt fann sig i sin roll som Sveriges drottning". Katarina ska enligt vissa uppgifter troligen ha varit gravid under 1554 och 1555, men graviditeterna blev aldrig bekräftade, och hon förblev barnlös. Den närmaste uppgiften om en graviditet är från maj 1556, då hon ska ha drabbats av "plötsliga modersbesvär" under en vistelse på Åland, något som har tolkats som ett missfall. 
I egenskap av drottning fick Katarina ansvaret för den kungliga barnkammaren, särskilt över kungens döttrars uppfostran, samt för hovets hushåll. Hon fick också ett eget hov med egna hovfunktionärer, även om det nästan inte finns någon information om dem. Vid denna tid var de adliga hovfunktionärernas anställningar normalt sett kortvariga: de flesta av kungens hovmän var unga junkrar som tjänstgjorde en kort tid för att lära sig fina seder innan de fortsatte med en karriär inom militären eller politiken, och Katarina tilldelades på samma sätt adliga hovjungfrur, som hon hade till uppgift att arrangera bröllop för sedan de hade tillbringat en tid vid hovet för att lära sig fina seder och under övervakade former fått lära känna lämpliga äktenskapspartners: hovjungfrurna hölls annars mycket strängt och sysselsattes vanligen med sömnad i drottningens rum, för att inte sprida dålig propaganda över vasahovet. En av få incidenter som omnämns om Katarina som drottning, var då hovjunkern Hogenskild Bielke i sina brev till sin mor beskrev hur han hade trakasserats av Katarinas bröder Erik och Olof, som utmanade honom på slagsmål och förstörde hans kläder och framgångsrikt utnyttjade sin ställning som drottningens bröder: bland annat hade Katarina sett till att ett tyg som kungen gav till både Bielke och Katarinas bröder för kläder, endast gavs till hennes bröder. Som drottning förväntades Katarina att agera för sin familj och utgöra dess förbindelselänk med kungen precis som hennes moster drottning Margareta hade gjort, och det var också en uppgift hon utförde: när hennes moster Märta år 1556, till exempel, sände en begäran om att kungen skulle sände henne ett brev rörande rättigheterna till Läckö Län, utförde Katarina framgångsrikt den uppgiften. Hon följde med kungen på hans resa till Åbo i Finland 1555, och tillbringade följande vinter på Åland.    
Utifrån brevväxlingen kring bröllopet mellan hennes styvdotter Katarina och Edzard II av Ostfriesland 1558–1559 förefaller det som om Katarina Stenbock själv inte hade så stark auktoritet vid hovet: kungen brevväxlade till exempel med sin äldsta dotter snarare än med Katarina då det gäller instruktionerna kring bröllopet, han gav henne inga självständiga uppgifter och diskuterade heller inte sin äktenskapspolitik med henne, utan gav henne endast förhållningsorder. 
Under Vadstenabullret och skandalen kring hennes styvdotter Cecilia 1559 var hon en av dem som Katarina Vasa förhandlade med för att lösa situationen. Utifrån bevarade brev att döma försökte hon agera medlare mellan monarken och sin styvdotter Katarina Vasa för att den senare skulle få tillstånd av kungen att lämna landet med sin make. Katarina Vasa fick dock inte lämna landet förrän efter sin fars död 1560. Katarina ombads också följa med Cecilia då denna konfronterades av sin far vid återkomsten till Stockholm. I maj 1560 bad kronprins Erik henne också utverka ett tillstånd för honom att resa och fria till Elisabet I av England.   
Katarina blev änka 1560 och överlevde sin make i 61 år. Enligt officiell historiebeskrivning vakade hon troget dag och natt vid makens dödsbädd utan sömn tills hon själv blev sjuk, och därefter bad om att en säng skulle ställas bredvid makens där hon kunde sova för att fortsätta vara vid hans sida. Enligt uppgift fortsatte hon att medla mellan maken och dennes barn även vid dödsbädden, då hon på hans klagomål över att de inte var där svarade att de gärna hade velat vara det, om de inte vore rädda för hans vrede.  
Gustav Vasa lämnade ingen konkret egendom i arv till Katarina. Men han gav henne rätten till ett eget hov och att hon fortsatt skulle ha ansvaret för hans döttrar, som skulle leva i antingen hennes eller vid Eriks hov fram till sitt giftermål, och han gav henne rätten till ett eget underhåll och instruktioner till sina söner och riksrådet att alltid respektera hennes intressen och se till att hon hade en ståndsmässig försörjning, men namngav inte vilka gods hon skulle få, utan hänvisade endast till att han redan hade kommit överens med sönerna om vilka det skulle vara enligt muntligt avtal. Enligt hennes styvson Karl hade Katarina sett till att få muntligt löfte på att Strömsholm skulle bli hennes förläning.

### Under Erik XIV:s regeringstid
Katarina antas själv ha talat med Erik XIV om att få en skriftlig försäkran på de gods hon ska ha fått muntligt löfte om, och hon fick i mars 1561 förläningsbrev på Strömsholm med tre socknar, Fiholm med två socknar, Tynnelsö med tre socknar, Tosterö, Magerö och Kungsberga med tre socknar. Hon bosatte sig på sin livgeding Strömsholms kungsgård, medan hon i Stockholm bodde både på Tre Kronor och i ett eget stenhus.  Hennes egendom gav henne en fast inkomst och en oberoende tillvaro.  
Katarina Stenbock bar sorgdräkt i resten av sitt liv som änka; det finns ingen uppgift om att hon någonsin ska ha klätt sig i annat än änkedräkt, även om hon deltog i många offentliga ceremonier. Som änkedrottning bar hon titeln "riksänkedrottning". Det var den första gången en sådan titel tycks ha använts om en svensk änkedrottning. 
Under Erik XIV:s regeringstid var hon i rang den främsta damen vid hovet fram till hans äktenskap med Karin Månsdotter, något som speglas i den plats hon intog vid representativa uppgifter vid hovet. Sommaren 1562 öppnade hon till exempel balen med kungen vid den middag som gavs med anledning av den polska delegationens besök i Stockholm, som kommit för att förhandla om äktenskapet mellan hertig Johan och Katarina Jagellonica. 
Katarinas relation till Erik XIV tycks ha varit relativt god. Erik behandlade henne med respekt, även om han misstänkte att hon stod på prins Johans sida i konflikten mellan bröderna. År 1567 erbjöd sig Katarina att tjänstgöra som medlare mellan kungen och hans fängslade bror Johan. Kungen avböjde dock förslaget med orden att hela familjen hade lovat Gustav Vasa att visa lojalitet och att Johans öde tillhörde alla som bröt sin trohetsed. 
Katarina fick spela en viss roll under Sturemorden. Den 24 maj 1567 gick kungen bärsärkagång och högg ned Katarinas kusin Nils Sture, varefter hans drabanter dödade hennes ingifte morbror Svante Sture och kusin Erik Sture, Ivar Ivarsson (Liljeörn) och Katarinas bror Abraham Gustafsson (Stenbock), medan däremot Sten Eriksson (Leijonhufvud) och Sten Axelsson Banér klarade sig eftersom kungen hade gett order om att alla skulle dödas utom "Herr Sten", och man inte visste vilken av de två Sten som åsyftades. Hon anlände till staden samma dag. Vid sin ankomst ombads hon av en adlig delegation från kungen, ledd av morbrodern Sten Leijonhufvud och Hogenskild Bielke, att medla mellan kungen och de anhöriga till mordoffren, representerade av hennes moster Märta Eriksdotter (Leijonhufvud), och sedan återvända till kungen i Stockholm för vidare instruktioner. Vid hennes ankomst till Stockholm med sin morbror tre dagar senare, hade hela hovet, i fruktan för att kungen skulle få ett till anfall, avvaktat hennes ankomst innan någon vågade be om audiens. När hon trädde in för audiens med den adliga delegationen ska kungen offentligt ha fallit på knä och bett om ursäkt för vad han hade gjort. Han gav henne en skriftlig fullmakt att fullfölja förhandlingarna om förlikning mellan kungen och de dödas anhöriga. Det var Katarina som lade fram Märta Eriksdotters krav på ett försvarelsebrev för familjen, ekonomisk kompensation (som hon senare skulle använda för att finansiera upproret mot Erik), erkännande av de mördades oskuld och arrestering av de ansvariga, med vilka hon menade Jöran Persson. Erik accepterade kraven. 
Under sommaren och hösten 1567 avlade också Katarina flera besök hos den fängslade Johan på Gripsholm. Hon närvarade också vid det besök Erik själv avlade hos Johan i oktober tillsammans med sin maka och barn, och då bröderna försonades och Johan förflyttades till Arboga, där han fick större rörelsefrihet. Vid denna tid styrdes landet av ett råd där hennes morbror Sten och svåger Per Brahe ingick. Enligt Jonas Wettring, som höll Katarinas likpredikan, spelade hon en viktig roll både för kungens tillfrisknande, och för hans försoning med brodern Johan. 
Den 9 juni 1568 bar Katarina Erik XIV:s son prins Gustaf till dopet, sedan hennes syster Beata hade biträtt vid dennes födsel. Vid dubbelbröllopet mellan Erik XIV och Karin Månsdotter och Sofia Vasa och Magnus av Sachsen-Lauenburg 4 juli 1568 gick Katarina Stenbock först i processionen tillsammans med Karin Månsdotter, medan Sofia följde efter med Elisabet Vasa. Dagen efter bröllopet eskorterade hon ännu en gång Karin Månsdotter till kyrkporten under en baldakin, denna gång till Karins kröning. I kraft av sin höga rang var hon en del av Eriks sätt att legitimera Karins nya ställning. Enligt den version som sedan gavs av kungens bröder ska kungen ha planerat att mörda de gäster, bland annat sina bröder, som han inbjudit att närvara vid bröllopet. Katarina ska då ha varnat dem för att närvara. Enligt en uppgift var det Karin Månsdotter som hade avslöjat planen för Katarina, som sedan förde dem vidare. Det är okänt hur mycket sanning som låg i detta. 
Under avsättningen av Erik XIV befann sig Katarina hos kungen med sina styvdöttrar Sofia och Elisabet. Enligt Frankrikes ambassadör Charles de Dancay, som beskrev Katarina som "en vacker kvinna i 35-årsåldern", planerade Erik XIV att sända Katarina och sina systrar Sofia och Elisabet som gisslan till Ryssland. Detta som ersättning för sin svägerska Katarina Jagellonica, som den ryska delegationen hade bett honom att utlämna i utbyte mot en allians mot Polan, men som han på grund av internationell kritik inte vågade lämna ut. När Katarina, Sofia och Elisabet fick veta detta, flydde de från staden. Enligt en version gav de sig ut på en promenad till stadsporten, där de möttes av Sofias man och hans följe, som förde bort dem till de upproriska hertigarna. Enligt ett mer detaljerat vittnesmål gav de sig ut på en lusttur med båt på Mälaren, men fortsatte tills de nådde en motsatt strand, där de möttes av Sofias makes följe, officiellt ute för att förfölja hertigarna, som förde dem till hertigarna. Det är möjligt att Katarina hade inflytande på att Jöran Persson lämnades ut till hertigarna och avrättades: år 1611 attackerades hon av hans son, Erik Jöransson (Tegel), som anklagade henne för faderns död. Katarina Stenbock ska tillsammans med fransyskan Johanna de Herboville ha tagit hand om Eriks barn under fängelsetiden från 1568 till 1570 för att låta dem slippa inspärrningen.   
Enligt den officiella propaganda som Johan offentliggjorde 1569 för att berättiga avsättningen hade Erik vid ett tillfälle anklagat Katarina för att ha finansierat den danske kungen under det pågående sjuårskriget, och hotat att inte bara överlämna henne, Sofia och Elisabet till Ryssland, utan också "bränna" dem och deras hovdamer. Trots att Erik i fängelset blev misshandlad av hennes bror Olof, tycks han ha haft tillit till Katarina, eftersom han ger henne, samt sina bröder Karl och Magnus, förtjänsten av att han inte hade blivit dödad.

### Senare liv
Under Johan III:s regering fick hon en mindre framträdande plats vid hovet eftersom det då redan fanns en drottning, Katarina Jagellonica. Hennes förläningar ändrades 1569, sedan hertig Karl hade ifrågasatt dem därför att de låg innanför hans hertigdöme: samtliga gods i Södermanland byttes då ut mot Åland, vilket var ett ekonomiskt fördelaktigt byte eftersom inkomsten från Ålands fiske var högt. Den enda förläning hon annars behöll var själva Strömsholm, något som Karl fortsatt ställde krav på. Som godsägare fungerade hon ofta som lånegivare och finansiär av Johan III:s krig, något som satte honom i skuld till henne, en skuld han aldrig hade möjlighet att betala av. 
I januari 1570 fanns planer på ett äktenskap mellan Katarina och hertig Frans II av Sachsen-Lauenburg, bror till hennes styvdotter Sofias man Magnus. Äktenskapet tycks inte ha varit politiskt utan Katarinas personliga angelägenhet. Att det inte blev av tros ha varit på grund av motstånd från hennes tilltänkte makes bror Magnus, vars skäl till motstånd är okända.
År 1573 besökte hennes bror Arvid Åbo slott på sin väg till förhandlingar med den svenska arméns strejkande tyska legosoldater i Baltikum inför ett planerat fälttåg till Ryssland. Han kom då i konflikt med Ivar Månsson (Stiernkors), som anklagade honom och hans bröder för att vara odugliga och fega i de uppdrag de hade fått, men aldrig ifrågasatta "För ni är drottningens bror i Sverige; käre, ja, Guds frid, drottningens bror". Konflikten slutade med att Arvid mördade Stiernkors i ett slagsmål. Det ledde till att Arvid fängslades och Katarina ingrep som medlare mellan kungen och brodern och till slut fick be Katarina Jagellonica om hjälp innan förlikningen lyckades. 
I egenskap av änkedrottning hade Katarina en stark ställning inom klanen Stenbock, en av de ledande klanerna i Sverige under den tiden, och arrangerade ofta bröllop och andra familjehögtider. År 1574 hjälpte hon sin bror, Erik Gustavsson (Stenbock), att gifta sig med Malin Sture. Deras giftermål kunde endast genomföras efter att Erik rövat bort Malin från hennes mor, Märta Eriksdotter (Leijonhufvud). Märta lyckades emellertid uppskjuta giftermålet en tid genom att få kung Johan III att fängsla Erik. Efter ett knappt år såg sig Johan dock tvingad att släppa Erik, delvis efter påtryckningar från hertig Karl och Katarina. Katarina stod på parets sida och medlande mellan Märta och kungen till parets förmån.  
Katarina var inblandad i en långdragen konflikt med hertig Karl om rätten till Strömsholm. Karl menade att han hade rätt till Strömsholm därför att den låg inom hans hertigdöme, medan Katarina menade att hon hade fått ett muntligt löfte av Gustav Vasa om att det var just Strömsholm som skulle bli hennes änkesäte, även om testamentet inte nämnde namnet på en specifik gård. Karl medgav att Gustav Vasa hade gjort ett sådant muntligt löfte, och att Katarina hade avtvingat löftet på dödsbädden och därmed hade missbrukat sin ställning. 1569 hade Katarina tvingats lämna ifrån sig alla sina gårdar inom Karls hertigdöme utom Strömsholm. Inför sitt giftermål 1579, krävde Karl återigen Strömsholm och hotade enligt Katarina med att besätta gården med våld om hon inte utrymde den åt honom. Karl förbjöd henne också att ta upp skatt från Strömsholm och sände i stället dit sina egna fogdar med militäreskort att ta upp skatt. Hon fick då stöd från Johan III, som bekräftade att Gustav Vasa på sin dödsbädd hade avkrävt sina söner ett muntligt löfte om att det var just Strömsholm som Katarina skulle få, och förbjöd Karls beskattning av Strömsholms bönder. Pesten 1579–1580 avbröt ett ingripande, men 1582 sammankallade Johan III en riksdag som bekräftade Katarinas rätt till Strömsholm och förbjöd Karl att hota hennes rättigheter med hot om att strykas ur tronföljden. Även fortsättningsvis förekom dock konflikter där Karl ifrågasatte Katarinas rätt att lägga sig i rättskipningen i området, så som att mildra domar, då han ansåg att hon endast fått rätten till själva gården och inte övriga rättigheter till områdets angelägenheter, som tillhörde honom. Vid samma tidpunkt mottog Katarina ett sista frieri från en tysk pfalzgreve. Frieriet tros ha stötts av Karl som ett sätt att få Katarina ur landet. Hon tackade nej till detta frieri. 
Katarina var närvarande vid mötet mellan det dåvarande kungaparet och Karin Månsdotter på Stockholms slott år 1582. 1584 höll hon ett möte med sina systrar Cecilia, Märta, sina bröder och sina två återstående systrars makar på Strömsholm, där de delade upp arvet efter föräldrarna och slöt ett avtal att alltid ersätta varandra för eventuell godsförlust. Hon tillhörde, tillsammans med Gunilla Bielke, dem som försökte medla under konflikten mellan Johan III och riksråden 1589-90. Under denna konflikt hyste kungen misstankar om att rådsherrarna planerade att avsätta honom till förmån för Erik XIV:s son Gustav Eriksson. Katarina blev själv misstänkt för att stå i förbindelse med dessa planer, ha sänt meddelanden till misstänkta personer och låtit dem hålla ett hemligt möte mot kungen på Strömsholm. I augusti 1590 förnekade hon detta i brev direkt till Johan III. 
År 1592 avled Johan III och efterträddes av Sigismund. Katarina närvarade vid hans begravning 1594, och fick då plats nummer tre i begravningståget, efter prinsessan Anna och Gunilla Bielke men före den nya drottning Annas, om dock lät sig dras i släde medan de övriga gick till fots. Hon fick en skriftlig bekräftelse på sin förläning, och utnämndes även till häradshövding på Åland, vilket gav henne rätt att utnämna de lokala domarna på ön. När inbördeskriget mellan Sigismund och hertig Karl bröt ut, ställde sig Katarina och hennes släktingar på Sigismunds sida. Hennes bröder Erik och Arvid vägrade inställa sig på riksdagen 1595, och hertig Karl namngav Katarinas tre bröder, hennes svåger och hennes systerson som sina fiender. Hennes svåger, Klas Fleming, hade tillsatt en ny fogde på Åland och använt förråden på Kastelholm i sin kamp för Sigismund. Karl lät tillfångata en av Flemings män och förhörde då denne om det hade skett med Katarinas tillstånd. Detta bekräftades inte, men det uppgavs att Katarina hade skickat varningar om Karls fientlighet till Fleming. I november 1597 konfiskerades Katarinas förläning Åland av Karl. Hennes syster Ebba, Klas Flemings änka, blev samma år fängslad av Karl i Stockholm, medan flera av hennes övriga släktingar avrättades, dog i fångenskap eller flydde utomlands. Katarina skrev 1599 till Karl och bad om beskydd mot övergrepp och om nåd för sin bror Karl. Hon besökte samma år Karls drottning Kristina i Stockholm för att vädja till denna. Katarinas förläning Åland ersattes så småningom av Drottningholm. Flera av hennes kvinnliga släktingar, vars makar eller fäder hade fått sin egendom konfiskerade av Karl, fick bosätta sig hos Katarina. Bland dem hennes syster Ebba och dennas döttrar, och hennes brorsdotter Brita Eriksdotter. Katarina hjälpte sin landsflyktige bror Eriks maka Malin Sture att återfå makens konfiskerade gods 1603. Hennes syster Cecilia utgjorde en ofta sedd gäst, och deras ogifta syster Märta tycks omväxlat ha varit bosatt hos de båda systrarna. Som änkedrottning hade Katarina sitt eget hov på Strömsholm och tog emot adelns döttrar som hovjungfrur. Den mest kända av dessa var hennes systers sondotter Ebba Brahe, som fick en plats hos henne 1614, för att före henne bort från kungen, som ville gifta sig med henne, och vars bröllop hölls hos Katarina 1618.   
Katarina var också verksam inom bruksnäringen. Bland annat skötte hon Wirsbo bruk, och 1590 anlade hon hammarsmedjan i Ramnäs bruk.
År 1610 blev hon indragen i en konflikt med Karl IX. Detta år sände hon sin avlidna systerdotters två söner, bröderna Schenk, till deras far i Tyskland med en köpman hon hade lejt för uppdraget, tillsammans med en last osmundjärn för att bestrida kostnaden för resan och en del inköp. Karl lät arrestera köpmannen misstänkt för att på Katarinas uppdrag föra en last som skulle finansiera hennes landsflyktiga släktingar, som var lojala mot Sigismund. När köpmannen lyckades fly ur fängelset såg Karl detta som en bekräftelse. Katarina förnekade anklagelsen och anlitade drottning Kristina för att rentvå sig. Under 1610-talet och fram till sin död var Katarina indragen i en långvarig tvist. Hon hade drivit bruksnäring tillsammans med sin systerdotters make Kristofer Schenk under 1590-talet. När denne lämnade Sverige och pantsatte bruken till handlaren Filip Becker, hade Katarina accepterat att överta hans skulder. Hon betalade in en del, men upphörde då det upptäcktes att Schenk dessutom hade pantsatt bruken till lånegivaren Blasius Dundi. Under 1610-talet drev både Filip Beckers änka Anna Brunius och Blasius Dundi sina krav på Katarina att betala Schenks skulder, och hänvisade till att hon sedan kunde täcka sin egen förlust genom att kräva in skulden från den då avlidne Schenks söner, som också hade varit hennes fostersöner i många år. Katarina vägrade trots att domstolen två gånger, senast 1619, uttalade sig till fordringsägarnas förmån. Först samma år hon dog ordnade hon med överföringen av ett av sina län till systersonen Magnus Brahe för att han skulle betala skulden.   
I egenskap av gods- och länsinnehavare beskrevs Katarina som omtyckt, något som inte borde ha varit enbart smicker: både hennes bröder och systern Cecilia fick sämre omdömen. Hon sände ofta petitioner till kronan och myndigheterna till förmån för bönderna som hörde till hennes gods, och hon motsatte sig också alltför hårda beskattningar, krontjänst och utskrivningar. Detta var dock inte ovanligt, eftersom många adliga godsägare motsatte sig för hård krontjänst för bönderna, som då skulle vara för utmattade att fullgöra sin tjänst hos godsägaren. Hon ska också ha skänkt generöst till kyrkan och de fattiga. 
Under sina sista år led Katarina av allt sämre hälsa till följd av sin höga ålder och var tidvis rörelsehindrad; på grund av detta kunde hon inte närvara vid det kungliga bröllopet 1620 mellan Gustav II Adolf och Maria Eleonora av Brandenburg, men sände ändå bröllopsgåvor till kungaparet. I december 1621 avled hon, 86 år gammal. Hon är begravd i Uppsala domkyrka tillsammans med sin make och hans tidigare gemåler.

## Anfäder
|                                 |  |  |  |  |  |  |  |                                |  |  |  |  |  |  |  |                               |  |  |  |  |  |  |  | Arvid Knutsson Sparre över stjärna |
|                                 |  |  |  |  |  |  |  |                                |  |  |  |  |  |  |  |                               |  |  |  |  |  |  |  |                                    |
|                                 |  |  |  |  |  |  |  |                                |  |  |  |  |  |  |  | Olof Arvidsson Stenbock       |  |  |  |  |  |  |  |                                    |
|                                 |  |  |  |  |  |  |  |                                |  |  |  |  |  |  |  |                               |  |  |  |  |  |  |  |                                    |
|                                 |  |  |  |  |  |  |  |                                |  |  |  |  |  |  |  |                               |  |  |  |  |  |  |  | Anna Gustafsdotter Stenbock        |
|                                 |  |  |  |  |  |  |  |                                |  |  |  |  |  |  |  |                               |  |  |  |  |  |  |  |                                    |
|                                 |  |  |  |  |  |  |  | Gustaf Olofsson Stenbock d.y.  |  |  |  |  |  |  |  |                               |  |  |  |  |  |  |  |                                    |
|                                 |  |  |  |  |  |  |  |                                |  |  |  |  |  |  |  |                               |  |  |  |  |  |  |  |                                    |
|                                 |  |  |  |  |  |  |  |                                |  |  |  |  |  |  |  |                               |  |  |  |  |  |  |  | Harald Karlsson (Lake)             |
|                                 |  |  |  |  |  |  |  |                                |  |  |  |  |  |  |  |                               |  |  |  |  |  |  |  |                                    |
|                                 |  |  |  |  |  |  |  |                                |  |  |  |  |  |  |  | Karin Haraldsdotter (Lake)    |  |  |  |  |  |  |  |                                    |
|                                 |  |  |  |  |  |  |  |                                |  |  |  |  |  |  |  |                               |  |  |  |  |  |  |  |                                    |
|                                 |  |  |  |  |  |  |  |                                |  |  |  |  |  |  |  |                               |  |  |  |  |  |  |  | Ingrid Nilsdotter (pil)            |
|                                 |  |  |  |  |  |  |  |                                |  |  |  |  |  |  |  |                               |  |  |  |  |  |  |  |                                    |
| Katarina Gustavsdotter Stenbock |  |  |  |  |  |  |  |                                |  |  |  |  |  |  |  |                               |  |  |  |  |  |  |  |                                    |
|                                 |  |  |  |  |  |  |  |                                |  |  |  |  |  |  |  |                               |  |  |  |  |  |  |  | Abraham Kristiernsson Leijonhufvud |
|                                 |  |  |  |  |  |  |  |                                |  |  |  |  |  |  |  |                               |  |  |  |  |  |  |  |                                    |
|                                 |  |  |  |  |  |  |  |                                |  |  |  |  |  |  |  | Erik Abrahamsson Leijonhufvud |  |  |  |  |  |  |  |                                    |
|                                 |  |  |  |  |  |  |  |                                |  |  |  |  |  |  |  |                               |  |  |  |  |  |  |  |                                    |
|                                 |  |  |  |  |  |  |  |                                |  |  |  |  |  |  |  |                               |  |  |  |  |  |  |  | Birgitta Månsdotter Natt och Dag   |
|                                 |  |  |  |  |  |  |  |                                |  |  |  |  |  |  |  |                               |  |  |  |  |  |  |  |                                    |
|                                 |  |  |  |  |  |  |  | Brita Eriksdotter Leijonhufvud |  |  |  |  |  |  |  |                               |  |  |  |  |  |  |  |                                    |
|                                 |  |  |  |  |  |  |  |                                |  |  |  |  |  |  |  |                               |  |  |  |  |  |  |  |                                    |
|                                 |  |  |  |  |  |  |  |                                |  |  |  |  |  |  |  |                               |  |  |  |  |  |  |  | Erik Karlsson Vasa                 |
|                                 |  |  |  |  |  |  |  |                                |  |  |  |  |  |  |  |                               |  |  |  |  |  |  |  |                                    |
|                                 |  |  |  |  |  |  |  |                                |  |  |  |  |  |  |  | Ebba Eriksdotter Vasa         |  |  |  |  |  |  |  |                                    |
|                                 |  |  |  |  |  |  |  |                                |  |  |  |  |  |  |  |                               |  |  |  |  |  |  |  |                                    |
|                                 |  |  |  |  |  |  |  |                                |  |  |  |  |  |  |  |                               |  |  |  |  |  |  |  | Anna Karlsdotter av Vinstorpaätten |
|                                 |  |  |  |  |  |  |  |                                |  |  |  |  |  |  |  |                               |  |  |  |  |  |  |  |                                    |